# أركادي وبوريس ستروغاتسكي
أركادي ناتانوفيتش ستروغاتسكي (28 أغسطس 1925 - 12 أكتوبر 1991) وبوريس ناتانوفيتش ستروغاتسكي (14 أبريل 1933 - 19 نوفمبر 2012 ) هما أخوان من روسيا قاموا بتأليف العديد من روايات الخيال العلمي، تعاونوا معاً خلال معظم حياتهم المهنية.